# Сілвія Петкова
Сілвія Петкова (болг. Силвия Петкова; нар. 7 липня 1987 року, Софія, НРБ) — болгарська акторка.

## Життєпис
Сілвія Петкова народилася 7 липня 1987 року у Софії. Закінчила Національну академію театрального та кіномистецтва імені Кристьо Сарафова у 2010 році. Театральним дебютом для Сілвії стала роль жінки Кучерика у постановці «Про людей та мишей» у театрі «Боян Дановський» (Перник). Також Петкова бере участь у кінематографічних проектах.

## Вибіркова фільмографія
- Острів (2011)
- Жоден (2017)